# Rhytisma priscum
Rhytisma priscum är en svampart som beskrevs av Ettingsh. & Garden{?} 1880. Rhytisma priscum ingår i släktet Rhytisma och familjen Rhytismataceae.   Inga underarter finns listade i Catalogue of Life.